# Констанца (порт)
Порт Констанци — порт, розташований в румунському місті Констанца на західному узбережжі Чорного моря в 332 км від Босфору і в 157 км від порту Сулина, що розташовується в гирлі Дунаю. Площа порту становить 3926 га, з яких 1313 га — будови на суші, 2613 га — акваторія. Роботі порту сприяють хвилерізи на півночі довжиною 8344 м і на півдні довжиною 5560 м. Констанца є найбільшим чорноморським портом, займаючи 17-е місце в Європі серед найбільших портів. Число співробітників порту становить 6 тисяч осіб.
Вдале географічне розташування і важливість Констанци як порту підкреслюються двома міжнародними транспортними коридорами: коридором VII (Дунай, внутрішні води) і коридором IV (залізничний). Найближчими до Констанци є порти Мідія і Мангалія, які грають ключову роль в румунській системі морського транспорту. Управління портом Констанца здійснює адміністрація порту.

## Історія
Історія порту пов'язана власне з історією міста: в VI столітті до н. е. тут існувала давньогрецька колонія Томіс, де велася торгівля греків з місцевими племенами. У I столітті до н. е. вся територія між Дунаєм і Чорним морем увійшла до складу Римської імперії; про перших римських губернаторів писав поет Овідій. У II столітті нашої ери Томіс отримав статус міста, а пізніше був перейменований в Констанцу в честь імператора Костянтина. У роки існування Візантійської імперії розвиток порту застопорився через напади різних племен, а центр торгівлі змістився в Венецію і Геную, хоча багато будинків порту називали генуезькими в пам'ять про італійських купців. Незабаром Констанца потрапила під владу Османської імперії, а в 1857 році турки підписали контракт про будівництво залізниці Чернаводе — Констанца з британськими підприємствами Danube and Black Sea Railway і Kustendge Harbour Company Ltd.
16 жовтня 1896 король Румунії Кароль I заклав перший камінь в основу порту. Будівництво здійснювалося під керівництвом інженера І. Б. Кантакузіно, а пізніше — під керівництвом Георге Дука і Ангела Саліньї. Відкриття порту відбулося в 1909 році: в розпорядженні порту були шість складів, безліч резервуарів для палива і силосні резервуари. У 1911 році оборот порту склав 1,4 млн т вантажу. У міжвоєнні роки в порту були встановлені плавучий док, сушарка для зерна, нова будівля керівництва порту і біржа. У 1937 році обсяг вантажоперевезень склав 6,2 млн т.
З 1967 року йшло розширення порту на південь, в 1984 році відкриття каналу Дунай — Чорне море стало ще одним фактором для розширення порту: за два десятиліття його площа зросла до 3900 га. У 1988 році був досягнутий пік вантажоперевезень: 62,2 млн т вантажу, що перевозиться. Однак революції 1989 року і подальший перехід до ринкової економіки стали потужним ударом по румунській економіці і добробуту порту: у 2000 році обсяг вантажоперевезень впав до 30 млн т, найнижчого результату з часів Другої світової війни. Відновлення колишніх показників почалося тільки в 2003 році: у 2008 році був встановлений результат в 61,838 млн т вантажу, що перевозиться, другий в історії порту. З 2004 року в порту працює контейнерний термінал, з 2005 року — пасажирський, з 2006 — баржевий.

## Діяльність

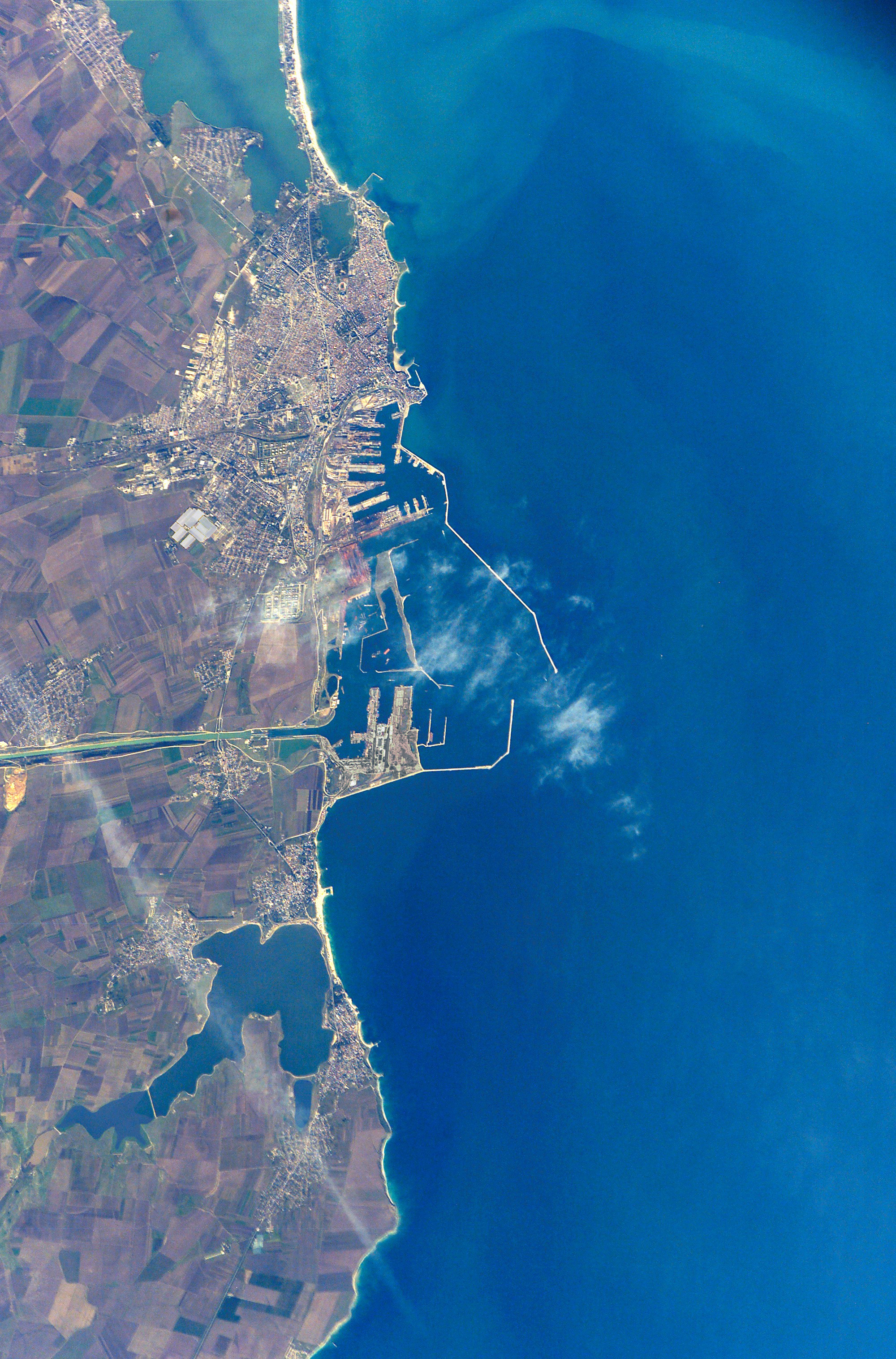
Знімки Констанци з космосу, жовтень 2002

Пропускна спроможність порту становить до 100 млн тон на рік. Є 156 причалів, з них 140 працездатних. Загальна довжина причальної стінки становить 29,83 км, глибина — від 8 до 19 м. Характеристики можна порівняти з найбільшими європейськими портами, що дозволяє приймати танкери з водотоннажністю 165 тис. т (дедвейт) і балкери з водотоннажністю 220 тис. т (дедвейт). Порт є річковим і морським: щодня він обслуговує понад 200 річкових суден; з'єднаний з Дунаєм за допомогою каналу Дунай — Чорне море. У порт приходять судна з Болгарії, Сербії, Угорщини, Австрії, Словаччини та Німеччини. Річковий трафік становив до 23,3 % від загального в 2005 році, коли в порт прибуло 8,8 тисяч річкових суден.

## Зв'язки
Залізнична мережа порту Констанци з'єднана з румунськими та європейськими залізницями. Порт є початковою і кінцевою станцією Пан'європейського коридору, по якому в порт ввозяться і з порту вивозяться різні товари. Також порт входить в коридор ТРАСЕКА, що з'єднує Європу, Кавказ і Центральну Азію. Загальна протяжність залізниць в порту становить близько 300 км. 10 воріт порту з'єднані з румунськими та європейськими дорогами за допомогою національних доріг DN39 і DN39A, а також автомагистралі A4). З'єднання з Коридором IV є стратегічно важливим, оскільки так Констанца з'єднується з країнами Центральної та Східної Європи, які не мають виходу до моря. Констанца розміщується недалеко від Коридору IX, що проходить через Бухарест. Загальна протяжність автомобільних доріг в порту становить близько 100 км.
У старому терміналі є сім діючих пристаней, які приймають судна водотоннажністю до 165 тис. т (дедвейт). Підземні і наземні трубопроводи з'єднують сховища ресурсів з пристанями, загальна протяжність трубопроводу складає 50 км. Порт Констанци також з'єднаний з національною системою трубопроводу і найбільшими нафтосховищами Румунії, є початковою і кінцевою точкою Паньєевропейского нафтопроводу, що забезпечує поставку російської нафти в Центральну Європу.

## Сусідні порти

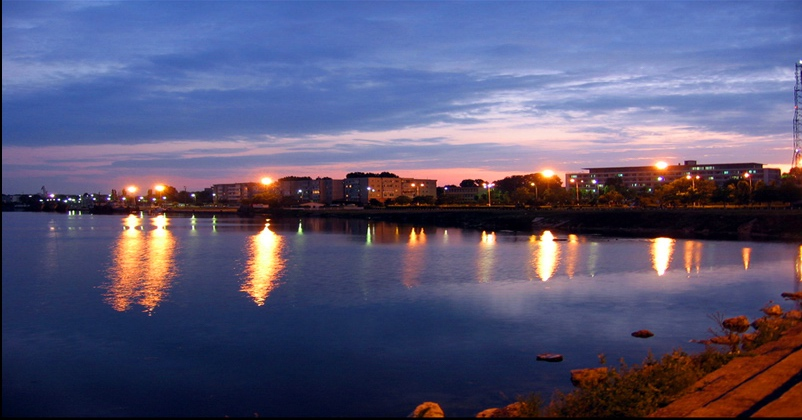
Мангалія

Найближчими до Констанци портами є Мідія (25 км на північ від порту Констанци) та Мангалія (38 км на південь). Вони виконують життєво важливу функцію підвищення ефективності та пропускної спроможності порту, внаслідок чого постійно оновлюються. У 2004 році їх вантажообіг склав 3 % від загального з Констанцою вантажообігу.
- Мідія розташована на північ від міста Констанца, на узбережжі Чорного моря. Сумарна довжина північного і південного хвилерізів становить 6,7 км, а площа порту — 834 га (234 га — на суші, 600 — на море). Налічується 14 причалів, в тому числі 11 діючих, із загальною довжиною стінок в 2,24 км. Глибина становить до 9 м, що дозволяє приймати судна з осадкою до 8,5 м і водотоннажністю в 20 тис. тонн[11].
- Мангалія розташована на південь від міста Констанца, ближче до кордону з Болгарією, в 260 км на північ від Стамбула. Площа порту становить 142,19 га (27,47 га — на суші, 114,72 — на морі). Сумарна довжина північного і південного хвилерізів становить 2,74 км. Налічується чотири причали, з них два діючих, із загальною довжиною стінок в 540 м. Глибина становить до 9 м.

## Статистика

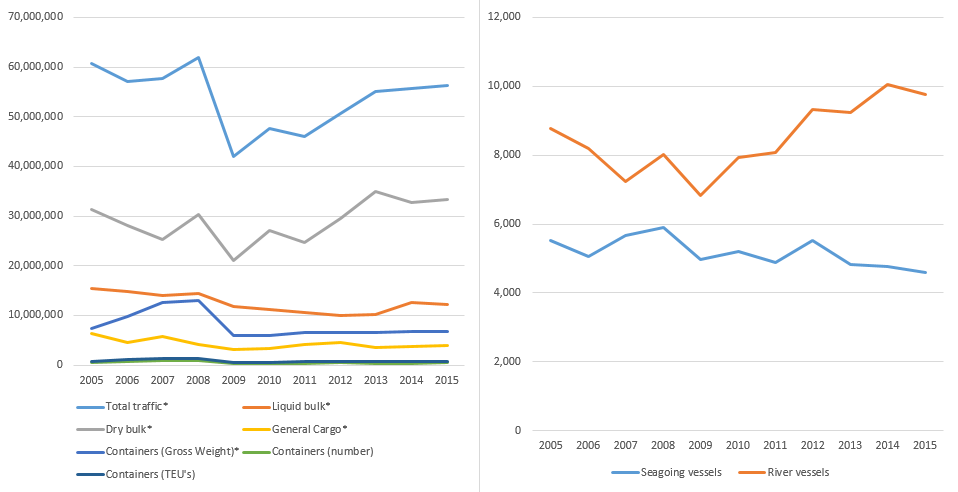
графіка

У 2016 році обсяг вантажоперевезень склав 59 424 821 т і 711 339 20-фунтових еквівалентів. Порт є головним контейнерним центром в Чорному морі, через який проходять багато шляхів сполучення з Азії через Чорне море. Південний контейнерний термінал Констанци, керований DP World, грає в цьому ключову роль; також цьому сприяє глибина до 18,5 м і пряме з'єднання з Дунаєм. Найбільші портові оператори — AP Moller-Maersk Group, APM Terminals, Dubai Ports World, SOCEP, Oil Terminal SA і Comvex .
| Years                               | 2006       | 2007       | 2008       | 2009       | 2010       | 2011       | 2012       | 2013       | 2014       | 2015       | 2016       |
| ----------------------------------- | ---------- | ---------- | ---------- | ---------- | ---------- | ---------- | ---------- | ---------- | ---------- | ---------- | ---------- |
| Загальний обсяг вантажоперевезень * | 57,126,389 | 57,779,915 | 61,837,716 | 42,014,178 | 47,563,879 | 45,972,095 | 50,584,662 | 55,138,057 | 55,641,910 | 56,336,772 | 59,424,821 |
| Рідини *                            | 14,731,819 | 14,066,523 | 14,444,476 | 11,810,554 | 11,210,940 | 10,616,509 | 10,014,672 | 10,090,966 | 12,516,199 | 12,203,606 | 13,662,917 |
| Сухий вантаж *                      | 28,023,866 | 25,281,750 | 30,303,512 | 21,150,690 | 27,157,391 | 24,732,592 | 29,521,193 | 34,906,181 | 32,666,083 | 33,285,131 | 35,189,409 |
| Загальні вантажі *                  | 4,554,946  | 5,788,639  | 4,059,746  | 3,154,924  | 3,307,669  | 4,105,327  | 4,512,443  | 3,597,556  | 3,680,744  | 3,998,471  | 3,675,141  |
| Контейнери (маса брутто) *          | 9,815,758  | 12,643,003 | 13,029,982 | 5,898,010  | 5,887,879  | 6,517,667  | 6,536,354  | 6,543,354  | 6,778,884  | 6,849,564  | 6,897,354  |
| Число контейнерів                   | 672,443    | 912,509    | 894,876    | 375,293    | 353,711    | 414,096    | 416,807    | 399,372    | 408,990    | 420,793    | 434,439    |
| Контейнери (20-фунтові)             | 1,037,077  | 1,411,414  | 1,380,935  | 594,299    | 556,694    | 662,796    | 684,059    | 661,124    | 668,293    | 689,012    | 711,339    |
| Морські судна                       | 5,049      | 5,663      | 5,905      | 4,961      | 5,202      | 4,872      | 5,507      | 4,833      | 4,771      | 4,605      | 4,331      |
| Річкові судна                       | 8,180      | 7,238      | 8,030      | 6,823      | 7,945      | 8,069      | 9,312      | 9,233      | 10,053     | 9,769      | 10,185     |

* Число зазначено в тоннах

## Термінали

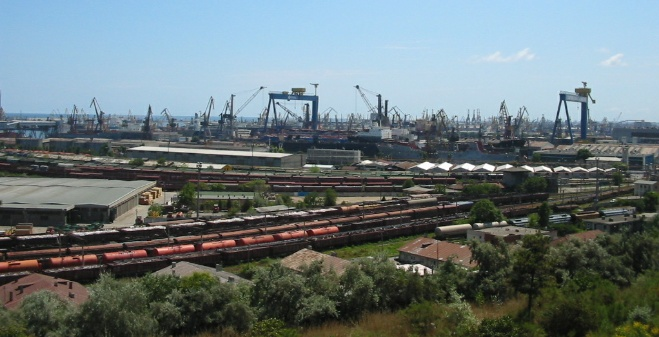
доки Констанци

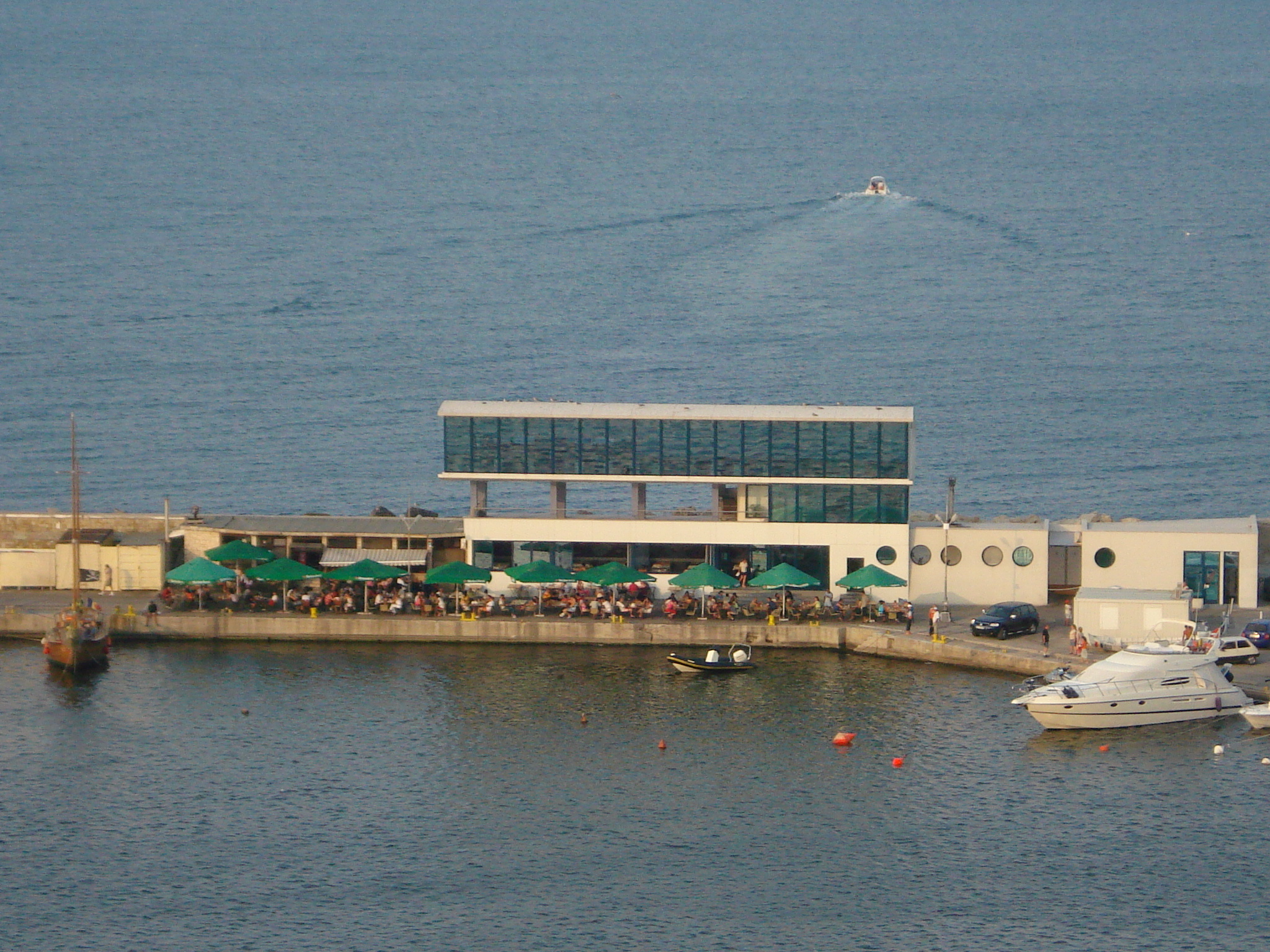
порт Томіс

Річний вантажообіг для рідкого вантажу становить 24 млн т в плані розвантаження і 10 млн т в плані навантаження. Перевозяться нафта, дизельне паливо, газ і інші оброблені і хімічні продукти. У терміналі дев'ять причалів, головний оператор — Oil Terminal SA. У 2008 році був побудований нафтовий термінал, який довів місткість порту до 24 млн т, в його будівництво Rompetrol вклав 175 млн доларів США . Є два спеціалізованих термінали для зберігання і обробки таких вантажів — залізної руди, бокситів, кам'яного вугілля і кам'яновугільного коксу. Налічується 13 причалів, загальна місткість — 4,7 млн т (одночасна), річний вантажообіг складає до 27 млн т. Є термінал з 10 причалами для зберігання фосфору (36 тис. т), сечовини (30 тис. т) і хімічних продуктів (48 тис. т). Річний вантажообіг — 42 млн т. Є два термінали на півночі і на півдні для зберігання зерна, річний вантажообіг — 5 млн т. Північний термінал — 5 причалів, 1,08 млн т обсяг сховища і 2,5 млн т річний вантажообіг. Південний термінал — один причал, 1 млн т обсяг сховища і 2,5 млн.т річний вантажообіг. Один причал пристосований для зберігання заморожених продуктів (17 тис. т), ще один — для зберігання нафтових продуктів (сім цистерн по 25 тис. т кожна); меляса перевозиться на кораблях, вагонах або танкерах. Цемент і будівельні матеріали зберігаються в двох терміналах з сімома причалами, обсяг сховищ становить 40 тис. т, річний вантажообіг — 4 млн т. Є окремий приватний термінал, керований іспанською компанією Ceminter International з річним вантажообігом в 1 млн т. У 2006 році побудований термінал для лісоматеріалів, керований компанією Kronospan, з річним вантажообігом в 600 тис. т/ 850 тис. м³.
На півночі і на півдні є по одному терміналу для прийому ролкерів з двома причалами: можливе перебування до 1800 транспортних засобів на ролкерах; один приватний термінал для автомобілів керується Romcargo Maritim з місткістю в 6 тисяч машин і площею 2,5 га (північ Констанци). Поромний термінал розташовується причалом для навантаження і розвантаження залізничних вагонів, локомотивів і вантажівок, річний вантажообіг складає 1 т. Є два контейнерні термінали з 14 причалами (один на півночі з 2 причалами, площа 16 га; другий на півдні з 12 причалами, в його склад входить Південний контейнерний термінал Констанци). У 2010 році на півдні Констанци добудований контейнерний термінал площею 35 га для прийому від 650 до 700 тисяч двадцятифунтових еквівалентів; на будівництво виділила 80 млн доларів США компанія Hutchison Whampoa. На півночі Констанци розташований пасажирський термінал з пасажиропотоком в 100 тисяч чоловік: в 2014 році порт відвідали 92 кораблі з 69 910 туристів на борту. Баржевий термінал розташований на півдні Констанци на східному узбережжі каналу Дунай — Чорне море, довжина становить 1,2 км, глибина 7 м; на західному узбережжі там же розташований буксирний термінал, довжина становить 300 м, глибина 5 м. Загальний вантажообіг становить 10 млн т. У 2010 році в порту Мідія компанією Octagon Gas відкрито найбільший термінал для зберігання зріджених вуглеводневих газів при первісному вкладенні в 12 млн євро. Площа — 24 тис. км², є 10 контейнерів об'ємом 400 м³. Споруджено також причал довжиною 120 м.